# Okonek
Okonek là một thị trấn thuộc huyện Złotowski, tỉnh Wielkopolskie ở trung-tây Ba Lan. Thị trấn có diện tích 6 km². Đến ngày 1 tháng 1 năm 2011, dân số của thị trấn là 3855 người và mật độ 641 người/km².